# Switanok (obwód czernihowski)
Switanok (ukr. Світанок), przed 2024 r. Jużne (ukr. Южне) – wieś na Ukrainie, w obwodzie czernihowskim, w rejonie pryłuckim, w hromadzie Parafijiwka. W 2024 liczyła 870 mieszkańców.